# Bistum San Bernardo
Das Bistum San Bernardo (lat.: Dioecesis Sancti Bernardi, span.: Diócesis de San Bernardo) ist eine in Chile gelegene Diözese der römisch-katholischen Kirche mit Sitz in San Bernardo.

## Geschichte
Das Bistum San Bernardo wurde am 13. Juli 1987 durch Papst Johannes Paul II. mit der Päpstlichen Bulle Omnium Eclesiarum aus Gebietsabtretungen des Erzbistums Santiago de Chile errichtet und diesem als Suffraganbistum unterstellt.

## Bischöfe von San Bernardo
- Orozimbo Fuenzalida y Fuenzalida, 1987–2003
- Juan Ignacio González Errázuriz, seit 2003